# Udaipur (Chhattisgarh)
Udaipur war ein Fürstenstaat Britisch-Indiens am Rande des Chota-Nagpur-Plateaus im heutigen Bundesstaat Chhattisgarh. Seine Hauptstadt war Dharamjaigarh (Dharmjaygarh).
Er entstand 1818 als Apanage für eine Nebenlinie der Rajas von Surguja und war 1818–1947 britisches Protektorat. Udaipur unterstand bis 1905 der Provinz Bengalen, dann den Central Provinces und hatte 1901 eine Fläche von 2732 km² und 45.000 Einwohner. 
Der Raja schloss sich im August 1947 der Eastern States Union an. Am 1. Januar 1948 wurde diese Union aufgelöst und Udaipur wurde dem neugeschaffenen Bundesland Madhya Pradesh und damit Indien eingegliedert. Am 1. November 1956 wurden alle Fürstenstaaten aufgelöst. Seit dem 1. November 2000 gehört das Gebiet zum neu gebildeten Bundesstaat Chhattisgarh.